# Allognathosuchus
Allognathosuchus — вимерлий рід алігаторових крокодилів зі складною таксономічною історією. Назву отримав у 1921 році.

## Опис

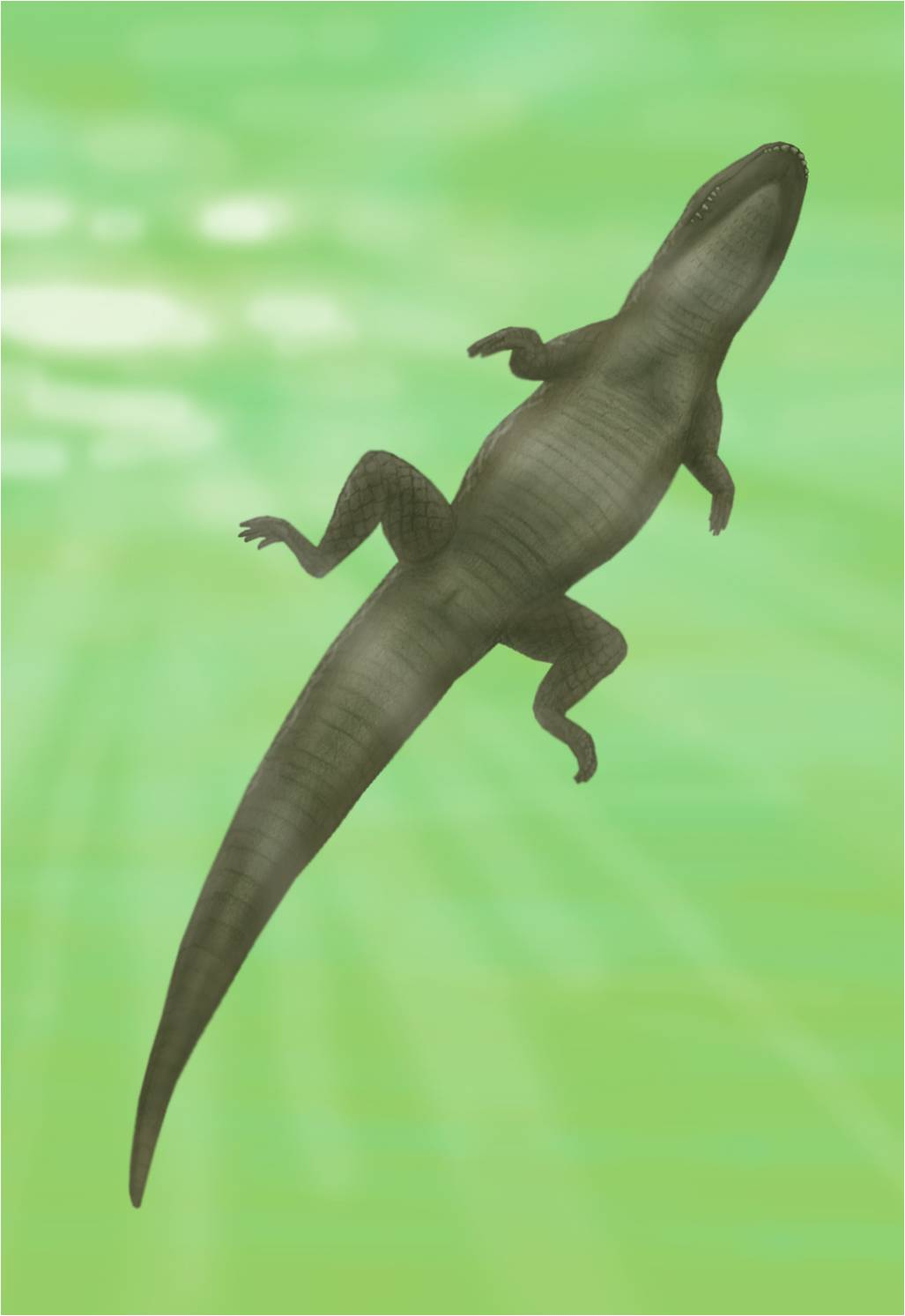
Реставрація

Аллогнатозух був середнім за розміром хижаком до 1.5 м в довжину.

## Таксономія
Типовий вид, A. polyodon, походить з еоценової формації Бріджер у Вайомінгу; він базується на скам'янілості, яку важко відрізнити від інших палеогенових алігаторидів. A. heterodon походить із еоценової формації Wasatch у Вайомінгу, A. wartheni — з еоценової формації Вайлдвуд (також відомий як «алігаторид Вайлдвуду» та, можливо, два види), і A. woutersi, який може належати до Diplocynodon, натомість, походить із раннього еоцену Бельгії. A. polyodon, A. heterodon? A. wartheni охоплюють кларкфоркський, васатчійський і бриджіанський періоди наземних ссавців Північної Америки.
Кілька інших родів і видів раніше були віднесені до Allognathosuchus, що дало йому потенційний стратиграфічний діапазон верхньої крейди-олігоцену, а також географічний діапазон, що охоплює Північну Америку, Європу та Африку. Крістофер Брошу переглянув рід у 2004 році та, зважаючи на фрагментарні залишки кількох залучених видів, рекомендував консервативне використання роду. Він виключив Albertochampsa langstoni, Arambourgia gaudryi та Wannaganosuchus brachymanus з Allognathosuchus, і воскресив Hassiacosuchus і Navajosuchus із синонімії з Allognathosuchus після того, як виявив, що вони не групуються з A. polyodon за винятком інших алігаторин.